# Pilimyia lateralis
Pilimyia lateralis là một loài ruồi trong họ Tachinidae.